# Core War
Core War est un jeu de programmation dans lequel deux programmes informatiques (ou plus) sont en concurrence pour le contrôle d'une machine virtuelle appelée MARS, pour Memory Array Redcode Simulator. Ces programmes sont écrits dans un langage d'assemblage appelé Redcode. Le but du jeu est de faire se terminer toutes les instances des programmes adverses, afin d'être le dernier à s'exécuter.

## Histoire

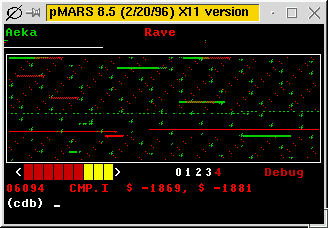
Capture de Core Ware dans le simulateur pMars.

L'idée de Core War provient de Creeper et Reaper, les premiers vers informatiques créés au début des années 1970 par Bob Thomas et Ray Tomlinson. Le jeu faisait à l'origine partie d'un jeu appelé Darwin, et développé par Victor A. Vyssotsky, Robert Morris Sr. et M. Douglas McIlroy aux Bell Labs dans les années 1960. Le terme core dérive de la technologie de mémoire à tores de ferrite utilisée à l'époque, et appelée en anglais magnetic core memory. Le terme de jargon informatique core dump a la même origine.
La première description du langage Redcode a été publiée en mars 1984.
Le jeu fut présenté au public en mai 1984, dans un article écrit par Dewdney et publié dans Scientific American.
Dewdney traita à nouveau de Core War en 1985 (article intitulé Computer Recreations, récréations informatiques), et à nouveau en 1987.
Une International Core Wars Society (ICWS, en français « société internationale [du jeu] Core War ») fut fondée en 1985, un an après l'article original de Dewdney. Cette société publia de nouvelles normes pour le langage Redcode en 1986 et 1988, et proposa une nouvelle version en 1994 qui ne fut jamais réellement officialisée. Cependant, en 1994 la version provisoire fut adoptée et étendue, et constitue le standard de fait de nos jours. L'ICWS fut dirigée par Mark Clarkson de 1985 à 1987, puis par William R. Buckley de 1987 à 1992, et enfin par Jon Newman à partir de 1992. Actuellement, l'ICWS n'existe plus.
En 1991, un newsgroup consacré à Core War fut créé. Aujourd'hui, cela reste la source la plus riche d'informations sur Core War. La plupart des articles et des lettres d'information sur Core War sont parus dans ce newsgroup.